# La volta al món de Willy Fog
La volta al món de Willy Fog és una sèrie de dibuixos animats del 1983, adaptació de la novel·la La volta al món en vuitanta dies de Jules Verne. Va ser una producció de BRB International i Televisió Espanyola amb animació de Nippon Animation. Es va emetre setmanalment per TVE1 del 8 de gener al 15 de juliol de 1984. A Catalunya la sèrie es va estrenar en català al Circuit Català de TVE-2 l'11 d'octubre de 1988.
De la mateixa manera que la seva antecessora, D'Artacan i els tres gossos mosqueters, els personatges són animals amb trets antropomòrfics. Així, Willy Fog (Phileas Fogg al llibre original) és un lleó, Rigodon (Passepartout) és un gat i la Romy (Aouda) és una pantera.
El seu èxit va portar l'empresa a dissenyar-ne una seqüela el 1983, Willy Fog 2, basada en altres novel·les de Verne amb els mateixos personatges: Vint mil llegües de viatge submarí i Viatge al centre de la terra. A més a més, el 2008 arran del 25è aniversari de la sèrie se'n va estrenar un musical al Teatre Calderón de Madrid.
La cançó original de la sèrie estava interpretada per Mocedades.

## Argument
Adaptació de la trama de la novel·la original, Willy Fog és un cavaller anglès que es juga la meitat de la seva fortuna apostant contra el director del Banc d'Anglaterra i altres socis del Reform Club de Londres que aconseguirà fer la volta al món en 80 dies, partint i tornant a la ciutat de Londres en aquest temps. Acompanyat del seu majordom Rigodon i el seu amic, Tico, s'embarca en el seu viatge al voltant del món, on coneixerà la princesa Romy, i en què passaran una infinitat d'aventures i contratemps per intentar dur a terme amb èxit la seva aposta.

## Doblatge
| Personatge      | Japonès             | Castellà          | Català            |
| --------------- | ------------------- | ----------------- | ----------------- |
| Willy Fog       | Banjō Ginga         | Claudio Rodríguez | Enric Arredondo   |
| Rigodon         | Kei Tomiyama        | Manuel Peiró      | Francisco Garriga |
| Tico            | Masako Nozawa       | José Moratalla    | Jordi Estadella   |
| Princesa Romy   | Miki Takahashi      | Gloria Cámara     | Carme Alarcón     |
| Transfer        | Shigeru Chiba       | Antolín García    | Jordi Vilaseca    |
| Inspector Dix   | Ichirō Nagai        | Rafael de Penagos | Boris Ruiz        |
| Inspector Bully | Kenichi Ogata       | Luis Marín        | Carles Canut      |
| Cap Rowan       | Tomomichi Nishimura | Benjamín Domingo  | Alfred Luccheti   |